# Neublans-Abergement
Pour les articles homonymes, voir Abergement (homonymie).
Neublans-Abergement est une commune française située dans le département du Jura, dans la région culturelle et historique de Franche-Comté et la région administrative Bourgogne-Franche-Comté.

## Géographie
La commune de Neublans est constituée de trois parties :
- le haut de Neublans ;
- le bas de Neublans ;
- l'Abergement.

Le bas du village est situé dans la vallée du Doubs, sur la rive gauche, puis le village est construit sur un talus et finit de s'étaler sur un petit plateau de 200 mètres d'altitude environ.
Le Nord du territoire communal est occupé par la vallée du Doubs, qui a formé là deux anciennes îles occupées par une ripisylve, mise en valeur par l'agriculture (champs, prairies); la partie Sud de la commune est plus vallonnée, sur un plateau dépassant les 200 mètres d'altitude, couvert de bois et d'étangs (étang de Barbe, étang du Meix).
La commune est située à l'extrémité septentrionale de la vaste plaine de Bresse et au sud-ouest de la ville de Dole. Le village est desservi par les routes D9 et D13E. Le territoire de la commune, situé dans le Jura, est limitrophe du département voisin, la Saône-et-Loire :
Neublanc-Abergement est, avec la commune limitrophe de Petit-Noir, la dernière commune du Jura - et donc de l'ancienne région de Franche-Comté - sur le cours de la rivière Doubs, qui pénètre ensuite dans le département de Saône-et-Loire quelques kilomètres avant de confluer avec la Saône à Verdun.

### Climat
Pour des articles plus généraux, voir Climat de la Bourgogne-Franche-Comté et Climat du département du Jura.
En 2010, le climat de la commune est de type climat océanique dégradé des plaines du Centre et du Nord, selon une étude du Centre national de la recherche scientifique s'appuyant sur une série de données couvrant la période 1971-2000. En 2020, Météo-France publie une typologie des climats de la France métropolitaine dans laquelle la commune est exposée à un climat semi-continental et est dans la région climatique  Bourgogne, vallée de la Saône, caractérisée par un bon ensoleillement (1 900 h/an), un été chaud (18,5 °C), un air sec au printemps et en été et des vents faibles. 
Pour la période 1971-2000, la température annuelle moyenne est de 10,7 °C, avec une amplitude thermique annuelle de 17,6 °C. Le cumul annuel moyen de précipitations est de 953 mm, avec 11,9 jours de précipitations en janvier et 8 jours en juillet. Pour la période 1991-2020, la température moyenne annuelle observée sur la station météorologique de Météo-France la plus proche, « Tavaux Sa », sur la commune de Tavaux à 16 km à vol d'oiseau, est de 11,7 °C et le cumul annuel moyen de précipitations est de 868,7 mm. 
La température maximale relevée sur cette station est de 40,1 °C, atteinte le 7 août 2003 ; la température minimale est de −18,2 °C, atteinte le 20 décembre 2009,,. 
Les paramètres climatiques de la commune ont été estimés pour le milieu du siècle (2041-2070) selon différents scénarios d'émission de gaz à effet de serre à partir des nouvelles projections climatiques de référence DRIAS-2020. Ils sont consultables sur un site dédié publié par Météo-France en novembre 2022.

## Urbanisme

### Typologie
Au 1er janvier 2024, Neublans-Abergement est catégorisée commune rurale à habitat dispersé, selon la nouvelle grille communale de densité à sept niveaux définie par l'Insee en 2022.
Elle est située hors unité urbaine. Par ailleurs la commune fait partie de l'aire d'attraction de Dole, dont elle est une commune de la couronne,. Cette aire, qui regroupe 87 communes, est catégorisée dans les aires de 50 000 à moins de 200 000 habitants,.

### Occupation des sols
L'occupation des sols de la commune, telle qu'elle ressort de la base de données européenne d’occupation biophysique des sols Corine Land Cover (CLC), est marquée par l'importance des territoires agricoles (61,2 % en 2018), en diminution par rapport à 1990 (62,3 %). La répartition détaillée en 2018 est la suivante :
zones agricoles hétérogènes (46,7 %), forêts (31 %), terres arables (14,5 %), zones urbanisées (4,5 %), eaux continentales (3,3 %). L'évolution de l’occupation des sols de la commune et de ses infrastructures peut être observée sur les différentes représentations cartographiques du territoire : la carte de Cassini (XVIIIe siècle), la carte d'état-major (1820-1866) et les cartes ou photos aériennes de l'IGN pour la période actuelle (1950 à aujourd'hui).

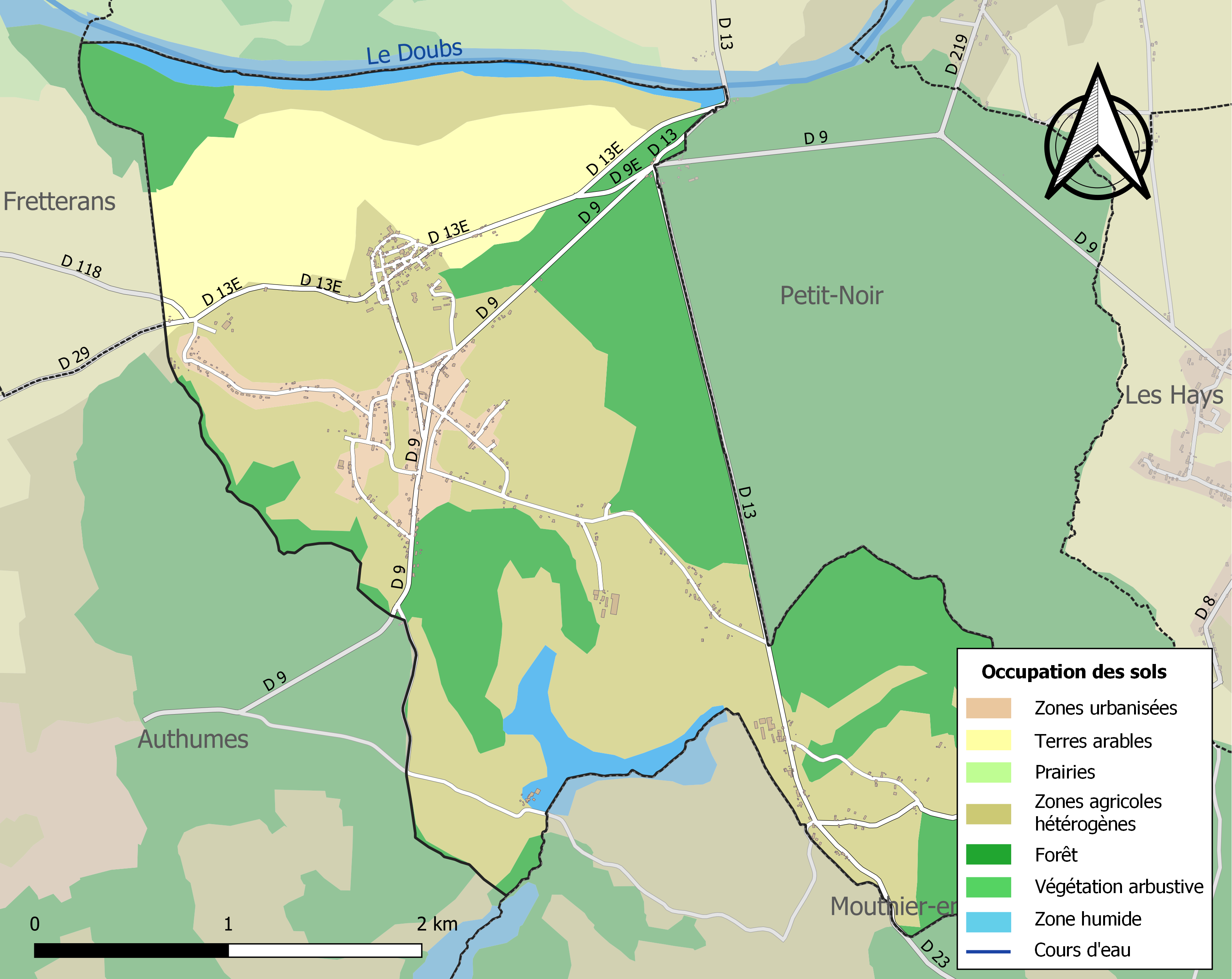
Carte des infrastructures et de l'occupation des sols de la commune en 2018 (CLC).

## Histoire
L'origine du village serait probablement celtique. Lors de fouilles archéologiques, des objets mérovingiens, notamment des sarcophages, furent trouvés dans la partie basse du village. En 1073, Humbert, seigneur de Neublans et de Navilly, donne l'église de Pontoux et celle du Château de Navilly, aux moines de l'Abbaye Saint-Marcel-lès-Chalon et vers 1120, c'est au tour d'Étienne de Neublans de donner la villa de Pontoux aux mêmes religieux.
1275 : Hugues d'Antigny, seigneur issu de la Maison de Vienne, accorde une charte de franchise au village.
Dès le XIIIe siècle, on note la présence d'un château. Au XVe siècle, à la suite d'héritages et partages successifs de la vicomté de Neublans, il semble qu'il y ait eu deux châteaux, détruits par la suite.
1421 : on rapporte le miracle de Sainte Colette, qui venant de Poligny pour se rendre à Seurre, aurait fait halte à Neublans ; les eaux du Doubs étaient hautes : avec son escorte elle traverse la rivière à pied, comme marchant sur les eaux. Dans l'église paroissiale, un vitrail commémore ce pieux événement.
1535 : Philippe de Chabot, autrement connu comme l'Amiral de Brion, est propriétaire d'une partie des terres de Neublans. Il y reçoit le roi François Ier dans son château.
De 1610 à 1612, l'Assemblée des Commissaires chargés de trancher sur la délimitation entre Duché et Comté de Bourgogne siège à Neublans,.

### Seigneurs
La famille seigneuriale de Neublans est d'abord possessionnée dans le nord de la plaine de Bresse, entre Saône (rive gauche, Est) et bas Doubs, depuis le XIe siècle au moins, voire la fin du XIIe siècle. C'est une Maison localement puissante, qui ne cesse de grandir par ses alliances, mais aussi de se diviser ; la branche cadette d'Antigny connaîtra un destin illustre sous le nom de Maison de Vienne à partir du XIIIe siècle. En fait, les titulaires de la seigneurie, fractionnée, s'enchevêtrent : l'historien franc-comtois Alphonse Rousset a pu dire (1854) : « Il est extrêmement difficile, pour ne pas dire impossible, d’établir une série exacte des Seigneurs de Neublans, parce que cette terre se divisait entre plusieurs familles dont les titres ne déterminent pas les droits d’une manière précise. Notons en particulier : Les Seigneurs de Neublans de la Maison de Vienne, les Seigneurs de Neublans en la partie de Longwy et les Seigneurs de Neublans en la partie de Rye ». Neublans avait rang de vicomté.
Les tentatives de construction d'une généalogie semblent vouées à n'être que partielles et imprécises. Cependant, il apparaît que les familles de Neublans, de Neublans d'Antigny (alias de Vienne ou d'Antigny ou de Sainte-Croix ensuite), de Chaussin, de Longwy et de Rye, sont étroitement apparentées au début, étant issues d'une même souche et d'un même domaine, ce qui ne les empêche pas d'être rivales voire ennemies à l'occasion ; ainsi les de Vienne et les Longwy se font la guerre en 1275-1283, conflit qui mènera à la mort de Simonin de Longwy en 1283, d'où le mariage de réconciliation en 1288 entre Hugues V de Vienne et Gil(l)e/Gil(l)ette de Chaussin, dame de Longwy en (majeure) partie ; et l'érudit Alphonse Rousset rappelle que le pape Eugène IV accorde en 1436 une dispense de parenté pour le mariage entre Jeanne de Vienne, dame héritière de Neublans, Pagny et Binans, avec Jean III de Longwy sire de Gevry : une union négociée en vue de mettre fin aux guerres et procès entre les deux familles.
Sous toute réserve, voir notamment les essais de reconstruction et d'interprétation,, et 2 :
Gautier de Neublans, fl. dans la deuxième moitié du XIe siècle, est père d'Étienne Ier de Neublans, † vers 1147, qu'on pense mari de Béatrice de Navilly, fille de Guichard, d'où les branches  ♠  ♣  ♥  ♦ :
Ainsi, la branche aînée ♠ a reçu la seigneurie principale de Neublans, donc Étienne II et ses descendants ci-dessus. La branche cadette  ♥ de Vienne-Pagny a sans doute gardé des droits secondaires, comme la branche ♦ de Chaussin-Longwy qui vient juste après. De toute façon, les droits de la famille de Vienne sur Neublans deviennent éclatants par le mariage de Jean Ier de Vienne seigneur de Pagny ci-dessus avec Comtesse de Neublans.
- Par ailleurs, Hugues cité plus haut donnant une charte en 1275, est-il Hugues III de Neublans ci-dessus, ou plutôt Hugues (IV) d'Antigny comte de Vienne ?
- Un frère cadet d'Hugues Ier (deux fils d'Etienne Ier) : Gautier (II), sire de Navilly, marie Mathilde de La Ferté ; ils sont les parents de Marguerite dame de Navilly, femme vers 1166/1170 d'Hugues le Roux  (1122-1171), seigneur de Meursault, fils puîné du duc Hugues II de Bourgogne ; et Andrée, épouse d'Hugues de Palleau.
Les branches  ♠  ♥  et  ♦  sont ainsi réunies. La réunion avec la ♣ branche de Rye se fera plus loin.
... Pour le moment, il vient les six enfants de Jean II-III de Longwy de Gevry, et de sa femme Jeanne de Vienne, dame de Pagny et de Neublans :
Mais après la mort du duc Charles II, les Lorraine d'Elbeuf, très endettés, doivent abandonner plusieurs de leurs biens à partir de 1659, dont Neublans : « Jean Bouhelier, conseiller au Parlement de Dijon achète la vicomté de Neublans et la revend le 13 octobre 1685, à Étienne Richard, seigneur de Blégny. Mais Jean-Claude-Joseph de Froissard, marquis de Broissia, seigneur de Montagna et de Noire(s), obtint de Louis XIV le retrait féodal de cette seigneurie et força Étienne Richard de Blégny, chanoine de Baume, et Pierre Richard, son frère, à la lui vendre, ce qui eut lieu le 3 juillet 1703. Ce seigneur réunit toute la seigneurie-vicomté de Neublans en rachetant une fraction de la part de Rye qui était encore aux mains de monsieur de Fussey seigneur de Chazelles (Chazelles ?), et il fit commencer le beau château qu’on voit aujourd’hui : il y mourut en 1750. Cette propriété appartient actuellement aux héritiers du comte Philippe-Bonaventure de Froissard-Broissia. Ce château a été bâti au commencement du XVIIIe siècle, sur l’emplacement de l’ancien. Construit en briques, il se compose d’un rez-de-chaussée, d’un entresol, de trois étages et de vastes bâtiments de dépendances. Ses faces extérieures sont décorées de 27 pilastres de l’ordre corinthien. La porte est précédée de deux lions en pierre s’appuyant sur les armoiries de la famille de Froissard-Broissia. Une très belle avenue, partant du château, se dirige à l’est, sur une longueur de 5 km. Le château de Neublans est sans contredit le plus monumental du Jura » (d'après le texte d'Alphonse Rousset, 1854).

### Catastrophe aérienne à Neublans (28 août 1939)
À la fin du mois d'août 1939, la menace hitlérienne se précise. Les unités de l'Armée de l'Air reçoivent l'ordre de rejoindre leur terrain opérationnel.
Dans ce cadre, le 28 août vers 8 heures, le groupe de chasse III/3 équipé de Morane MS 406 quitte Dijon pour rejoindre Salon-de-Provence. Arrivée peu après au-dessus de la vallée du Doubs, la 6e escadrille se trouve en présence d'un épais brouillard. Le leader qui est en tête, décide de percer par le dessous : descendus à quelques mètres d'altitude, six avions percutent la colline située sur les communes de Neublans (Jura) et Authumes (Saône-et-Loire).
Le bilan de la catastrophe est lourd : trois morts, trois blessés et six appareils hors de combat.
1943-1944 : Dans la France occupée, Neublans se trouve en zone dite « libre », la ligne de démarcation s'arrêtant au Doubs. Des Résistants du Groupe Bruckmaster provoquent plusieurs déraillements de trains sur la ligne de chemin de fer Dole-Chalon-sur-Saône.

## Politique et administration
| Période   | Période   | Identité     | Étiquette | Qualité |
| --------- | --------- | ------------ | --------- | ------- |
| mars 2001 | juin 2020 | René Plathey | DVG       |         |
| juin 2020 | En cours  | Guy Savoye   | LÉ        |         |

## Démographie
L'évolution du nombre d'habitants est connue à travers les recensements de la population effectués dans la commune depuis 1793. Pour les communes de moins de 10 000 habitants, une enquête de recensement portant sur toute la population est réalisée tous les cinq ans, les populations de référence des années intermédiaires étant quant à elles estimées par interpolation ou extrapolation. Pour la commune, le premier recensement exhaustif entrant dans le cadre du nouveau dispositif a été réalisé en 2004.

En 2022, la commune comptait 549 habitants, en évolution de +3,78 % par rapport à 2016 (Jura : −0,81 %, France hors Mayotte : +2,11 %).
| 1793 | 1800 | 1806 | 1821 | 1831 | 1836 | 1841 | 1846 | 1851 |
| ---- | ---- | ---- | ---- | ---- | ---- | ---- | ---- | ---- |
| 536  | 559  | 416  | 599  | 604  | 679  | 698  | 656  | 642  |

| 1856 | 1861 | 1866 | 1872 | 1876 | 1881 | 1886 | 1891 | 1896 |
| ---- | ---- | ---- | ---- | ---- | ---- | ---- | ---- | ---- |
| 610  | 598  | 609  | 590  | 611  | 635  | 612  | 630  | 602  |

| 1901 | 1906 | 1911 | 1921 | 1926 | 1931 | 1936 | 1946 | 1954 |
| ---- | ---- | ---- | ---- | ---- | ---- | ---- | ---- | ---- |
| 585  | 563  | 587  | 555  | 488  | 437  | 395  | 370  | 374  |

| 1962 | 1968 | 1975 | 1982 | 1990 | 1999 | 2004 | 2006 | 2009 |
| ---- | ---- | ---- | ---- | ---- | ---- | ---- | ---- | ---- |
| 402  | 407  | 347  | 383  | 362  | 389  | 443  | 438  | 510  |

| 2014 | 2019 | 2022 | - | - | - | - | - | - |
| ---- | ---- | ---- | - | - | - | - | - | - |
| 530  | 541  | 549  | - | - | - | - | - | - |

## Culture locale et patrimoine

### Lieux et monuments

#### Voies
| 36 odonymes recensés à Neublans-Abergement au 25 novembre 2013 | 36 odonymes recensés à Neublans-Abergement au 25 novembre 2013 | 36 odonymes recensés à Neublans-Abergement au 25 novembre 2013 | 36 odonymes recensés à Neublans-Abergement au 25 novembre 2013 | 36 odonymes recensés à Neublans-Abergement au 25 novembre 2013 | 36 odonymes recensés à Neublans-Abergement au 25 novembre 2013 | 36 odonymes recensés à Neublans-Abergement au 25 novembre 2013 | 36 odonymes recensés à Neublans-Abergement au 25 novembre 2013 | 36 odonymes recensés à Neublans-Abergement au 25 novembre 2013 | 36 odonymes recensés à Neublans-Abergement au 25 novembre 2013 | 36 odonymes recensés à Neublans-Abergement au 25 novembre 2013 | 36 odonymes recensés à Neublans-Abergement au 25 novembre 2013 | 36 odonymes recensés à Neublans-Abergement au 25 novembre 2013 | 36 odonymes recensés à Neublans-Abergement au 25 novembre 2013 | 36 odonymes recensés à Neublans-Abergement au 25 novembre 2013 | 36 odonymes recensés à Neublans-Abergement au 25 novembre 2013 |
| Allée                                                          | Avenue                                                         | Bld                                                            | Chemin                                                         | Cours                                                          | Impasse                                                        | Montée                                                         | Passage                                                        | Place                                                          | Quai                                                           | Rd-point                                                       | Route                                                          | Rue                                                            | Ruelle                                                         | Autres                                                         | Total                                                          |
| -------------------------------------------------------------- | -------------------------------------------------------------- | -------------------------------------------------------------- | -------------------------------------------------------------- | -------------------------------------------------------------- | -------------------------------------------------------------- | -------------------------------------------------------------- | -------------------------------------------------------------- | -------------------------------------------------------------- | -------------------------------------------------------------- | -------------------------------------------------------------- | -------------------------------------------------------------- | -------------------------------------------------------------- | -------------------------------------------------------------- | -------------------------------------------------------------- | -------------------------------------------------------------- |
| 0                                                              | 0                                                              | 0                                                              | 0                                                              | 0                                                              | 14                                                             | 0                                                              | 0                                                              | 0                                                              | 0                                                              | 0                                                              | 4                                                              | 18                                                             | 0                                                              | 0                                                              | 36                                                             |
| Notes « N »                                                    |                                                                |                                                                |                                                                |                                                                |                                                                |                                                                |                                                                |                                                                |                                                                |                                                                |                                                                |                                                                |                                                                |                                                                |                                                                |
| Sources : rue-ville.info & OpenStreetMap                       |                                                                |                                                                |                                                                |                                                                |                                                                |                                                                |                                                                |                                                                |                                                                |                                                                |                                                                |                                                                |                                                                |                                                                |                                                                |

#### Édifices et sites
Cette commune présente un intérêt architectural par la présence d'un château du XVIIIe siècle de style néo-classique. Les toitures et certaines pièces d'écuries sont inscrites à l'inventaire des Monuments Historiques. La Révolution ayant stoppé l'avancement de sa construction, l'aile droite n'a jamais été terminée. Il englobe par ailleurs les restes du précédent château. Dominant la plaine du Finage il se voit de très loin, comme le suggère l'expression locale « Le château de Neublans, quand on le voit on n'est pas dedans »[réf. souhaitée]. Aujourd'hui résidence privée, il ne se visite pas.
Au carrefour face à l'entrée du château, une croix de pierre, dite « patibulaire », marquerait l'ancien emplacement du gibet.
L'église paroissiale, commencée au XVe siècle, a été plusieurs fois remaniée au fil des siècles. Créée en 2010, l'association SENA (Sauvegardons l'Église de Neublans-Abergement) a pour objectif de réunir des fonds pour aider à la restauration de l'église et de demander son inscription à l'inventaire des Monuments Historiques.
Sur le parvis, on remarque un beau calvaire récemment restauré.
Neublans est aussi riche d'un petit patrimoine rural : lavoir, fontaines, puits, croix, chambres à four, pigeonnier... parfois bien caché.
Le matériau de construction dominant est la brique rouge.
Au bas de Neublans une borne du XVIIe siècle rappelle l'ancienne frontière entre Comté et Bourgogne (voir 1610).
À l'Abergement se remarque une fontaine d'époque romane.
Le nom même d'« Abergement Saint Jean » viendrait de propriétés ou d'un établissement autrefois installé par les Templiers de l'Ordre de Saint Jean de Jérusalem. Une partie de la forêt porte encore l'appellation de « Bois du Temple ».
Sur le territoire de la commune, se trouvent deux étangs : l'étang de Barbe, à l'Est, près du bois de Chaussemourot, et l'étang du Meix, au Sud, en direction de la plaine de Bresse.

### Héraldique
La famille de Neublans portait pour armes : « De sable à la croix ancrée d'argent ».